# ترب ژاپنی
دایکون (به ژاپنی: 大根) (به معنای «ریشه بزرگ») یک اصلاح عمومی برای تربچه در زبان ژاپنی می‌باشد. برای مثال نام تربچه اروپایی در ژاپن، هاتسودایکون (به ژاپنی: 廿日大根) می‌باشد. در غرب کلمه دایکون بعضی اوقات به تربچه آسیایی سفید بلند و گاهی اوقات نیز به انواع تربچه ژاپنی اشاره دارد. وقتی لازم است تربچه معمول ژاپنی را از سایرین تشخیص دهیم گاهی اوقات به آن تربچه ژاپنی یا «دایکون حقیقی» می‌گویند.

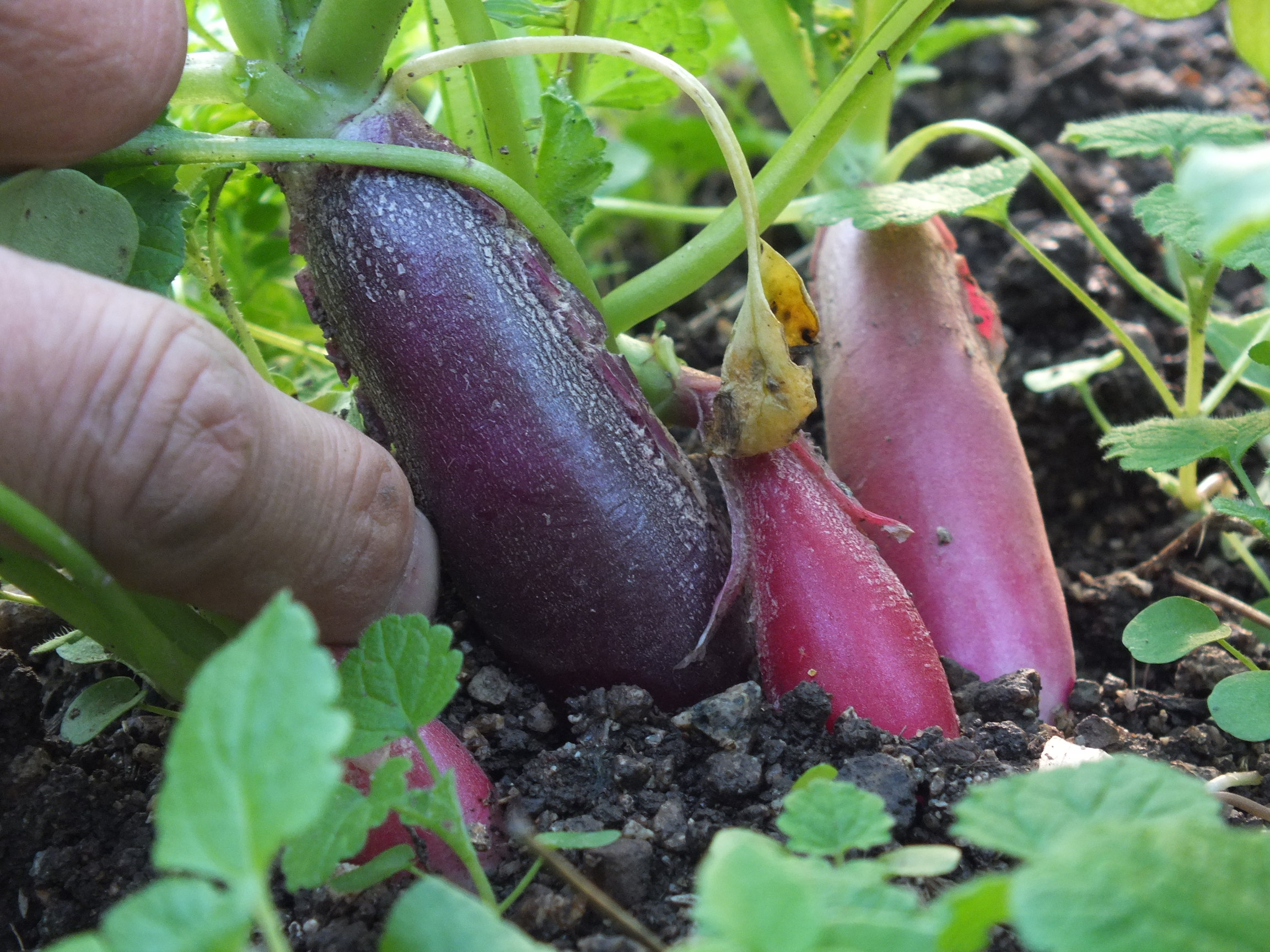
هاتسودایکون (廿日大根)